# 拉迪夫

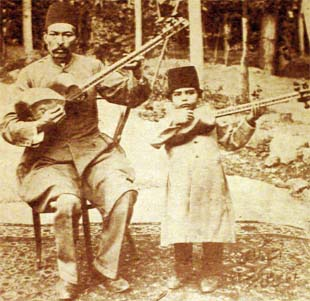
19世纪伊朗音乐家阿伽·胡赛因戈利（Agha Hosseingholi）及其子，已知最早的拉迪夫之一便是由他所传

拉迪夫（波斯語：‎, Radif，意为“排列、行”），又译拉笛夫、拉蒂夫等，是伊朗传统音乐中的一个术语，指各种不同乐曲按一定顺序排列的系列组合。拉迪夫是伊朗古典音乐传统的核心和主要标志。2009年列入联合国教科文组织非物质文化遗产名录和优秀保护实践名册。
整套拉迪夫包含300~400首不同类型的乐曲，这些乐曲称作“古舍”（波斯語：‎，gushe）。古舍组合起来形成十二种套曲，称为达斯特加赫（‎），即木卡姆。也有理论认为达斯特加赫只有七套，剩余五套称之为“阿瓦兹”（Avaz，“声音”）。每个达斯特加赫大约由10至30余个古舍组成。而拉迪夫就由数个达斯特加赫组合而成。
拉迪夫为师徒口耳相传，演奏者需要牢记整个音乐体系，以熟悉伊朗古典音乐的理论和演奏方法。由于伊朗传统音乐演奏的即兴性很高，需要根据演奏者自身的情绪与听众的反应来展开，即重复、动机的扩展、旋律的顺序、扩张和缩减，既要避免重复，又要避免特定结构方面的僵化。因此只有当演奏者掌握这些知识后，才能才能以传统或即兴的方式，在伊朗古典音乐领域创作自己的音乐。伊朗传统的拉迪夫既可吟唱，也可以演奏。
拉迪夫的许多等级与分类以伊朗的地名、地区和部落群组来命名。
此外，在伊朗传统诗歌及受其影响的突厥语诗歌中，也有名为拉迪夫的术语，但指的是副脚韵，也就是正脚韵后面的所有押韵形式。